# Óscar Campillo
Óscar Campillo Madrigal (La Mata de la Riba, 14 de mayo de 1961) es un periodista español. Desde 2022 dirige el medio deportivo digital Relevo, del grupo Vocento, corporación donde se desempeñaba desde 2016 como director general de Comunicación y Relaciones Institucionales. Entre 2011 y 2016 fue director del diario deportivo Marca.

## Biografía
Es licenciado en Ciencias de la Información por la Universidad Complutense de Madrid. Tras realizar prácticas en el diario Información de Alicante, comenzó a desarrollar su labor como corresponsal del Diario de León en Astorga y La Bañeza en 1984. Al año siguiente se hizo cargo de la sección provincial.
En febrero de 1986 se incorporó a La Crónica de León como jefe de comarcas. En marzo de 1987 fue nombrado redactor jefe y director, cargo que compatibilizó con el de director general. Al mismo tiempo fue, durante un año y medio, director de la edición burgalesa de Diario 16.
En septiembre de 1998 fue nombrado director de las ediciones del diario El Mundo en Valladolid y Castilla y León. En esa época colaboró en el programa radiofónico de Punto Radio La Rebotica, que dirigía y presentaba Enrique Beotas.
A comienzos de 2009 se incorporó como director general a la Radio Televisión de Castilla y León, empresa adjudicataria de la radio y la televisión públicas de Castilla y León, que comenzó el 9 de marzo de año las emisiones de sus dos canales.
En marzo de 2011, el grupo Unidad Editorial, propietario del diario deportivo Marca, anunció que Campillo asumiría la dirección de la cabecera en sustitución de Eduardo Inda, que pasó a dirigir la cadena de televisión del grupo, Veo7. En marzo de 2016 se anunció la sustitución de Campillo al frente del diario deportivo Marca por el periodista Juan Ignacio Gallardo.
En julio de 2016, Óscar Campillo Madrigal asumió la dirección general de Comunicación y Relaciones Institucionales de Vocento. En noviembre de ese año, Campillo recibió el Premio Francisco de Cossío en la categoría de "trayectoria profesional". La propuesta presentada al jurado describe a Campillo como «la historia del periodismo vivo, a pie de noticia, con visión de Comunidad y orientada permanentemente al lector, al oyente, al telespectador» y destaca, entre otros méritos, «su capacidad de adaptación a los cambios tecnológicos, cuando no, en plena anticipación a los mismos. Y siempre, siempre, desde el apego al territorio, Castilla y León, y siempre con el territorio, Castilla y León, como eje de acción y de proyección en el ámbito nacional».
El 14 de diciembre de 2017 Óscar Campillo Madrigal fue nombrado presidente del Consejo Social de la Universidad de Valladolid por el Consejo de Gobierno de la Junta de Castilla y León, según Acuerdo 72/2017 publicado en el BOCYL el día 18 de diciembre de 2017.
A partir de mayo de 2022, diversos medios periodísticos anunciaron la designación de Campillo como director de Relevo, un nuevo periódico digital, propiedad del grupo Vocento, dedicado a la cobertura de información deportiva. Relevo inició su actividad en diversas redes sociales entre mayo y junio de 2022, y lanzó su sitio web en octubre de ese año.

## Obras
Campillo es autor de dos libros, ambos biografías del Presidente del Gobierno español José Luis Rodríguez Zapatero:
- Zapatero. La Esfera de los Libros, 2001. ISBN 84-9734-001-9
- Zapatero, presidente a la primera. La Esfera de los Libros, 2004. ISBN 84-9734-193-7